# Gordon H. Clark
Gordon Haddon Clark (31. August 1902 – 9. April 1985) var en amerikansk filosof og reformert teolog. Han var primært talsmand for dogmatisme og var i 28 år formand for filosofi afdelingen på Butler University. Han var ekspert i præ-Sokratisk og antikkens filosofi og var kendt for sit kompromisløse forsvar af propositionel åbenbaring imod alle former for empirisme og rationalisme. Det gjorde han ved at argumentere for at al sandhed er propositionel og ved at anvende logikkens love.

## Filosofi

### Apologetisk metode
Gordon Clark og hans tilhængeres aksiomatiske udgangspunkt for deres system er at Skriften er Guds Ord. Som alle aksiomer, er dette aksiom anset for at være en upåviselig, selvindlysende sandhed, som ikke skal bevises, men skal bruges til at bevise med. Der kræves dog at verdensbilledet der udspringer fra aksiomet, testes for logiske overensstemmelse og rummelighed. I jagten på interne selvmodsigelser i diverse verdensbilleder, lagde Clark udtrykkeligt sin tillid til logikkens love (Clark er kendt for at oversætte det første vers af Johannesevangeliet således ”I begyndelsen var Logikken, og Logikken var hos Gud, og Logikken var Gud.”) Metoden hvorpå Clark beviste ugyldigheden af andre filosofier, var ved at påvise at de uundgåeligt endte i logiske selvmodsigelser. Efter dekonstruktionen af ikke-kristne filosofier, mente Clark at man kunne foreslår Skriftens verdensbillede, som han hævdede ikke ledte til nogle selvmodsigelser.
Clark mente dog ikke at hvis man bare forudsatte et aksiom (eller første princip) at det gjorde det pågældende filosofiske system sandt. Selvom alle de ikke-kristne verdensbilleder Clark havde undersøgt, havde interne modsigelse, øgede dette kun det kristne verdensbillede sandsynlighed for at være sandt. Alligevel mente Clark at hans metode var effektiv i mange praktiske situationer (når man argumenterede mod f.eks. sekulær humanisme og dialektisk materialisme) og at det til sidst var op til individet at vælge (at tage en informeret beslutning) fra de verdensbilleder som så ud til at være overensstemmende og samtidig besvarede en stor del af livets store spørgsmål.
Ved brugen af denne metode, arbejdede Clark hårdt for at afslører selvmodsigelserne i mange af de verdensbilleder der var populære på hans tid. Og på at forsvarer det kristne verdensbillede, ved at bevise dets logiske overensstemmelse over for dem der angreb det. Hans aldrig svigtende brug af logikkens love, har gjort at nogle reformerte teologer anser hans behandling af emner som f.eks. ondskabens problem, som en smule uortodoks. Emner som disse ser de fleste teologer som paradokser eller "tilsyneladende modsigelser", der ikke kan løses ved hjælp af menneskelig logik. Men Clark benægtede at Skriften indeholdte nogle paradokser eller "tilsyneladende modsigelser". Han beskrev et påstået bibelsk paradoks som intet mindre end ”en lårhøne mellem ørerne som kan fjernes ved hjælp af lidt rationel massage.”
Angående andre apologetiske skoler, mente Clark at det kosmologiske argument ikke kun var uoverbevisende, men også logisk fejlet (pga. petitio principii). Samtidig afviste han også de andre thomistiske argumenter. Som en urokkelig kritiker af alle former for empirisme, gjorde han ikke brug af evidentialistiske argumenter.

### Filosofi
- An Introduction to Christian Philosophy (ISBN 0-940931-38-9), in which Clark's thought is well summarized in three lectures given at Wheaton College, reissued in Christian Philosophy (ISBN 1-891777-02-5)
- Three Types of Religious Philosophy, reissued in Christian Philosophy (ISBN 1-891777-02-5)
- Thales to Dewey, a history of philosophy (ISBN 1-891777-09-2)
- Ancient Philosophy, Dr. Clark's section of a History of Philosophy, which he co-published with three other authors; also includes eleven major essays, including his doctoral dissertation on Aristotle (ISBN 0-940931-49-4)
- William James and John Dewey (ISBN 0-940931-43-5)
- Behaviorism and Christianity (ISBN 0-940931-04-4)
- Philosophy of Science and Belief in God (ISBN 0-940931-85-0)
- Historiography: Secular and Religious (ISBN 0-940931-39-7)
- A Christian View of Men and Things, which develops Clark's Christian worldview (ISBN 1-891777-00-9)
- A Christian Philosophy of Education (ISBN 1-891777-06-8)
- Logic, a text book on logic for students (ISBN 0-940931-71-0)
- Essays on Ethics and Politics (ISBN 0-940931-32-X)
- Lord God of Truth printed with Concerning the Teacher by St. Augustine (ISBN 0-940931-40-0)
- Selections from Hellenistic Philosophy edited by Clark (ISBN 0-89197-396-6)
- Readings in Ethics edited by Clark and T. V. Smith (ISBN 0-390-19545-6)
- Clark Speaks from the Grave written just before Clark died and published posthumously, responding to some of his critics (ISBN 0-940931-12-5)

### Teologi
- In Defense of Theology (ISBN 0-88062-123-0)
- Religion, Reason, and Revelation, Clark's major work on apologetics (ISBN 0-940931-86-9)
- God's Hammer : The Bible and Its Critics (ISBN 0-940931-88-5)
- What Do Presbyterians Believe?, a commentary on the Westminster Confession of Faith (ISBN 0-940931-60-5)
- Predestination, the combined edition of Biblical Predestination and Predestination in the Old Testament; a study of the idea of election in the Bible
- Karl Barth's Theological Method, a book critical of Barth (ISBN 0-940931-51-6)
- Language and Theology (ISBN 0-940931-90-7)
- The Johannine Logos, on John the Evangelist's use of the term Logos (ISBN 0-940931-22-2)
- Faith and Saving Faith (ISBN 0-940931-95-8); reissued as What is Saving Faith? (ISBN 0-940931-65-6)
- Today's Evangelism: Counterfeit or Genuine? (ISBN 0-940931-28-1)
- The Biblical Doctrine of Man (ISBN 0-940931-91-5)
- The Incarnation (ISBN 0-940931-23-0)
- The Holy Spirit (ISBN 0-940931-37-0)
- The Atonement (ISBN 0-940931-87-7)
- Sanctification (ISBN 0-940931-33-8)
- The Trinity (ISBN 0-940931-92-3)

### Bibelkommentarer
- First Corinthians: A Contemporary Commentary (ISBN 0-940931-29-X)
- Ephesians (ISBN 0-940931-11-7)
- Philippians (ISBN 0-940931-47-8)
- Colossians (ISBN 0-940931-25-7)
- First and Second Thessalonians (ISBN 0-940931-14-1)
- The Pastoral Epistles on the first and second letters to Timothy and Titus (ISBN 1-891777-04-1)
- New Heavens, New Earth on the first and second letters of Peter (ISBN 0-940931-36-2)
- First John (ISBN 0-940931-94-X)

## Fodnoter
1. ↑  The Trinity Foundation - An Introduction to Gordon H. Clark
2. ↑  Gordon Clark (1998). Logic (3rd ed. ed.). The Trinity Foundation. s. 115–122. ISBN 0-940931-81-8.
3. ↑  W. Gary Crampton (November/December 1990)."Does the Bible Contain Paradox?".
4. ↑  Gordon Clark (1995). Religion, Reason, and Revelation (3rd ed. ed.). Trinity Foundation. s. 35-39 ISBN 0-940931-86-9.